# ژول ای. هافمن
ژول آلفونس نیکلا هافمن (انگلیسی: Jules Alphonse Nicolas Hoffmann؛ زاده ۲ اوت ۱۹۴۱) یک زیست‌شناس فرانسوی زاده لوکزامبورگ است.